# رویان‌شناسی

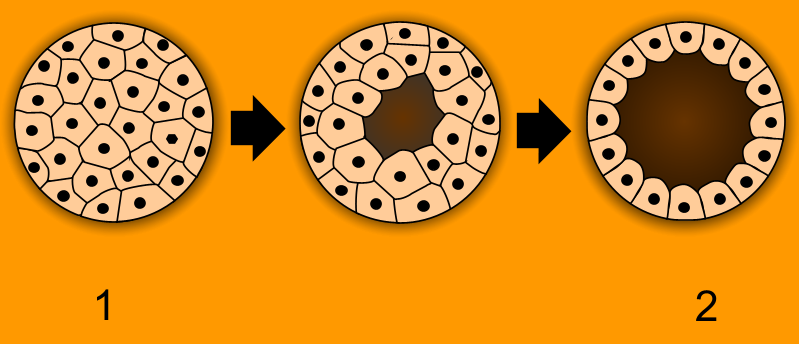
1 - مورولا، ۲ - بلاستولا

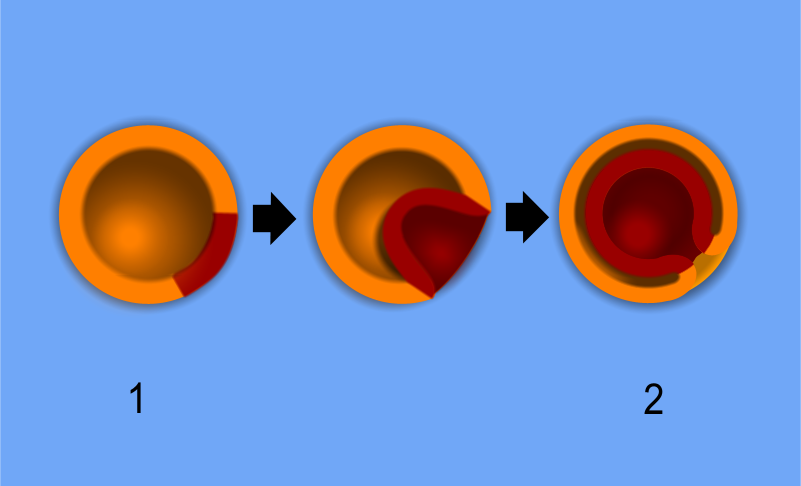
1 - بلاستولا، ۲ - گاسترولا با بلاستوپور؛ نارنجی - اکتودرم، قرمز - اندودرم

رویان‌شناسی (به انگلیسی: Embryology) (از یونانی ἔμβρυον با تلفظ embryon، به معنای "متولد نشده، رویان")، شاخه‌ای از زیست‌شناسی است که به مطالعه تکوین پیش از تولد گامت‌ها (سلول‌های جنسی)، باروری، و تکوین رویان‌ها و جنین‌ها می‌پردازد. به علاوه، رویان‌شناسی به مطالعه اختلالات مادرزادی پیش از تولد به نام تراتوژن می‌پردازد.
رویان‌شناسی ابتدا توسط مارچلو مالپیگی معرفی شد، و سپس به نام پیش-تشکیلی شناخته شد. این نظریه می‌گوید که موجودات از نسخه‌های از پیش موجود کوچکی از خودشان تکوین می‌یابند. سپس ارسطو نظریه‌ای به نام اپی‌ژنژ داد که اکنون پذیرفته شده‌است. ایدهٔ اپی‌ژنز این است که موجودات از یک دانه یا تخم، به صورت مراحل پشت‌سرهم تکوین پیدا می‌کنند. رویان‌شناسی مدرن از کارهای کارل ارنست فون بائر پدید آمد، گرچه که مشاهدات دقیقی در ایتالیا توسط کالبدشناسانی چون آلدرواندی و لئوناردو داوینچی نیز در عصر رنسانس صورت پذیرفت.

## رویان‌شناسی مقایسه‌ای

### پیش‌تشکیلی و اپی‌ژنز

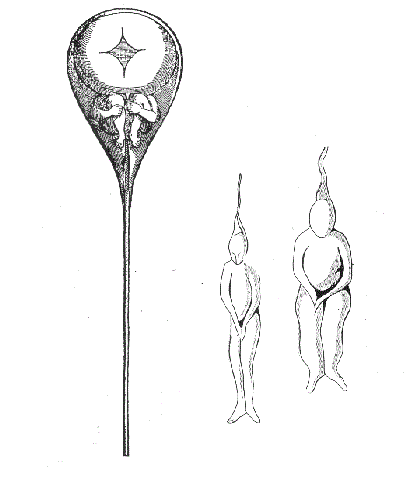
شخص کوچکی (یک هومونکولوس) درون یک اسپرم، ترسیم شده توسط نیکولاس هارتسوکر در ۱۶۹۵.

در قرن ۱۸م میلادی، ایدهٔ رایج در رویان‌شناسی انسانی غرب، فرضیه پیش‌تشکیلی بود: این ایده که نطفه شامل رویانی (یک نوزاد پیش-شکل‌یافته کوچک یا هومونکولوس) است که در طی تکوین صرفاً بزرگتر می‌شود.
توصیف رقیب ایده مذکور، اپی‌ژنز بود که ابتدا دو هزار سال قبل تر توسط ارسطو مطرح شد. بسیاری از تلاش‌های اولیه برای رویان‌شناسی، حاصل کارهای کالبدشناسان ایتالیایی بود: آلدرواندی، آرانزیو، لئوناردو داوینچی، مارسلو مالپیگی، گابریل فالوپیو، جرولامو کاردانو، امیلیو پاریسانو، فورتونیو لیستی، استفانو لورنزینی، اسپالانزانی، انریکو سرتولی، و مائورو روسکونی. براساس نظریه اپی‌ژنز، شکل جانور به صورت تدریجی از تخم نسبتاً بی‌شکلی پدیدار می‌گردد. با ارتقاء میکروسکوپی در قرن ۱۹م، زیست‌شناسان قادر بودند تا رویان‌هایی که در طی مراحل پشت‌سرهم شکل می‌گرفتند را دیده، و از همین رو اپی‌ژنز جانشین پیش‌تشکیلی به عنوان توضیح مورد توجه میان رویان‌شناسان شد.

### تسهیم
تسهیم، جزو اولین مراحل تکوین رویان است. تسهیم به تقسیمات متعدد میتوزی گفته می‌شود که بعد از باروری تخم توسط اسپرم روی می دهد. روش‌هایی که در آن سلول‌ها تقسیم می شوند، مختص برخی از جانوران بوده و ممکن است اشکال مختلفی داشته باشد.

#### هولوبلاستیک
تسهیم هولوبلاستیک، تقسیم کامل سلولیست. تسهیم هولوبلاستیک می تواند به صورت شعاعی (تسهیم شعاعی)، مارپیچی (تسهیم مارپیچی)، دوطرفه (تسهیم دوطرفه)، یا چرخشی (تسهیم دورانی) باشد. در تسهیم هولوبلاستیک، کل تخم تقسیم شده و تبدیل به رویان می گردد، در حالی که در تسهیم مروبلاستیک برخی از سلول‌ها تبدیل به رویان شده و دیگر سلول‌ها تبدیل به کیسه زرده می گردند.

#### مروبلاستیک
تسهیم مروبلاستیک، تقسیم ناکامل سلول‌هاست. شیار تقسیم به ناحیه زرده نفوذ نمی کند، چرا که آن سلول‌ها مانع از تشکیل غشاء شده و این موجب جدایی ناکامل سلول‌ها می گردد. تسهیم مروبلاستیک ممکن است دوطرفه (تسهیم دوطرفه)، دیکی (تسهیم دیسکی) یا سنترولسیتال (مرکز زرده‌ای).

## ارجاعات
- مشارکت‌کنندگان ویکی‌پدیا. «Embryology». در دانشنامهٔ ویکی‌پدیای انگلیسی.

## برای مطالعهٔ بیشتر
- Apostoli, Pietro; Catalani, Simona (2011). "Chapter 11. Metal Ions Affecting Reproduction and Development".  In Astrid Sigel, Helmut Sigel and Roland K. O. Sigel (ed.). Metal Ions in Toxicology. Metal Ions in Life Sciences. Vol. 8. RSC Publishing. pp. 263–303. doi:10.1039/9781849732116-00263. ISBN 978-1-84973-091-4.
- Scott F. Gilbert. Developmental Biology. Sinauer, 2003. شابک ‎۰−۸۷۸۹۳−۲۵۸−۵.
- Lewis Wolpert. Principles of Development. Oxford University Press, 2006. شابک ‎۰−۱۹−۹۲۷۵۳۶-X.
- Carlson, Bruce M.; Kantaputra, Piranit N. (2014). Human embryology and developmental biology. Philadelphia, PA: Elsevier/Saunders. ISBN 978-1-4557-2794-0. (click here for more information)